# The 500 Greatest Songs of All Time
The 500 Greatest Songs of All Time var namnet på en huvudartikel i ett specialnummer av musiktidningen Rolling Stone som publicerades i november 2004. Artikeln bestod av en lista över "de 500 bästa låtarna genom tiderna", som baserades på en omröstning bland 172 musiker, kritiker och branschfolk. 
I september 2021 släppte Rolling Stone en uppdaterad lista över de 500 bästa låtarna. Den här gången frågade man 250 artister o deras favoritlåtar. Enligt Rolling stone innehåller den här listan betydligt fler låtar inom Hiphop, modern country och Rhythm and blues.
På plats 20 återfinns den svenska artisten Robyns låt Dancing on My Own.

## Topp 20

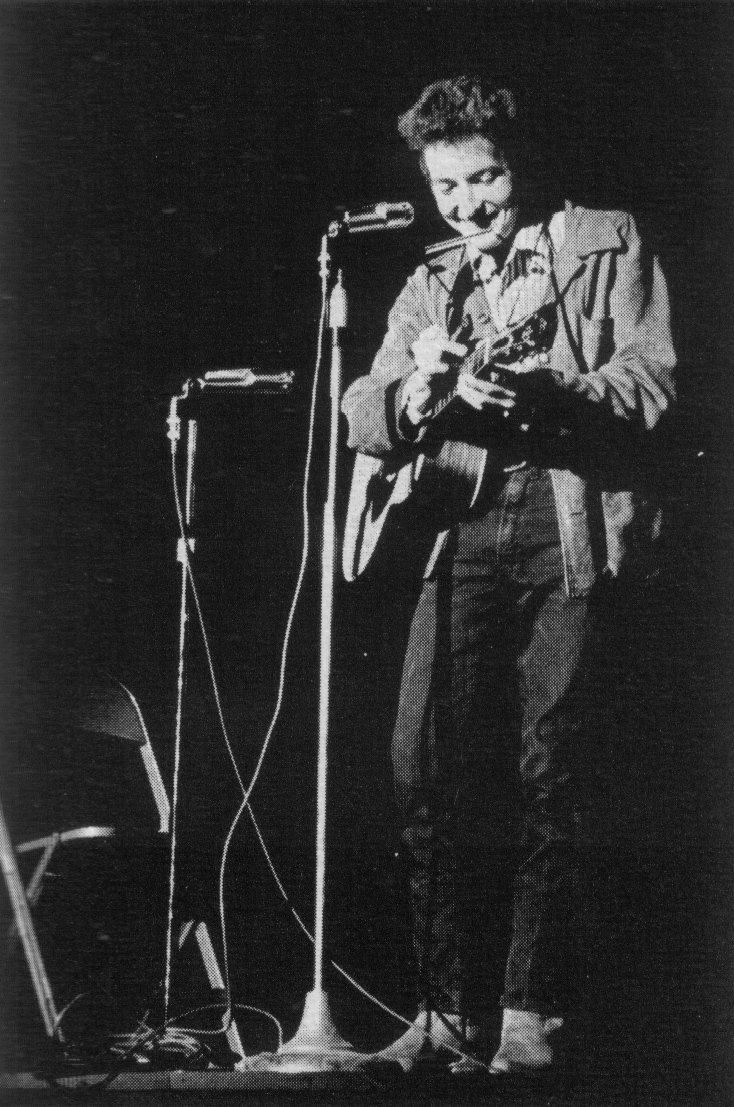
Bob Dylan

De tjugo högst placerade låtarna på listan är:
1. "Like a Rolling Stone" - Bob Dylan
2. "(I Can't Get No) Satisfaction" - The Rolling Stones
3. "Imagine" - John Lennon
4. "What's Going On" - Marvin Gaye
5. "Respect" - Aretha Franklin
6. "Good Vibrations" - The Beach Boys
7. "Johnny B. Goode" - Chuck Berry
8. "Hey Jude" - The Beatles
9. "Smells Like Teen Spirit" - Nirvana
10. "What'd I Say" - Ray Charles
11. "My Generation" - The Who
12. "A Change Is Gonna Come" - Sam Cooke
13. "Yesterday" - The Beatles
14. "Blowin' in the Wind" - Bob Dylan
15. "London Calling" - The Clash
16. "I Want To Hold Your Hand" - The Beatles
17. "Purple Haze" - Jimi Hendrix
18. "Maybellene" - Chuck Berry
19. "Hound Dog" - Elvis Presley
20. "Let It Be" - The Beatles

Låtarna på listan utgörs till den största delen av artister från Storbritannien och USA, med fördel till USA. Av de 500 låtarna är hela 352 av dem från USA och 117 gjorda av brittiska artister. Det tredje mest representerade landet på listan är Irland med 12 låtar, följt av Kanada med 10. Sverige har en representant på listan, Abba, vars "Dancing Queen" hittas på plats 174. Bara en av de 500 låtarna är inte framförda på engelska - "La Bamba" (#345), av den amerikansk-födda sångaren Ritchie Valens.
Listan har med 202 låtar från 1960-talet, 177 stycken från 1970-talet, 55 från 1980-talet och 24 låtar från 1990-talet. Endast tre låtar från 2000-talet finns representerade: Eminems "Lose Yourself" (#166), Eminems "Stan" (#290) och Outkasts "Hey Ya!" (#180). Dessutom är två låtar från 1940-talet med varav den äldsta är Muddy Waters med låten "Rollin' Stone" (#459) från 1948. 
De kortaste låtarna på listan är Jerry Lee Lewis med "Great Balls of Fire" (#96) och Buddy Hollys "Rave On" (#154), båda med en speltid på en minut och femtio sekunder.
Tre låtar finns representerade två gånger med två olika artister:
- "Blue Suede Shoes", Carl Perkins (#95), nyinspelning av Elvis Presley (#423).
- "Mr. Tambourine Man", Bob Dylan (#107), nyinspelning av The Byrds (#79).
- "Walk This Way", Aerosmith (#356), nyinspelning av Run DMC (#287).

I samband med artikelns publicering hade flera välkända musiker, exempelvis Ozzy Osbourne, Brian Wilson, Slash, Tom Morello, Solomon Burke och Billy Gibbons, själva fått göra sin egen Topp-10-lista över deras personliga favoriter som presenterades i kolumner i artikeln.

## Artister med flest låtar på listan
1. The Beatles, 23 låtar
2. The Rolling Stones, 14 låtar
3. Bob Dylan, 12 låtar
4. Elvis Presley, 11 låtar
5. The Beach Boys, Jimi Hendrix, 7 låtar
6. Chuck Berry, U2, James Brown, Prince, Led Zeppelin, Sly and the Family Stone, 6 låtar

## Top 10 (2021)
De tio högst placerade på listan från 2021 är:
1. Aretha Franklin — Respect (1967)
2. Public Enemy — Fight The Power (1989)
3. Sam Cooke — A Change Is Gonna Come (1964)
4. Bob Dylan — Like A Rolling Stone (1965)
5. Nirvana — Smells Like Teen Spirit (1991)
6. Marvin Gaye — What’s Going On (1971)
7. The Beatles — Strawberry Fields Forever (1967)
8. Missy Elliott — Get Ur Freak On (2001)
9. Fleetwood Mac — Dreams (1977)
10. OutKast — Hey Ya! (2003)